# Sergi Milà
Sergi Milà Herrero (Barcelona, Cataluña, España, 8 de junio de 1982), más conocido como Sergi Milà, es un entrenador de fútbol español que actualmente dirige al Fútbol Club Barcelona Atlètic de la Primera Federación.

## Trayectoria
Comenzó su trayectoria en el fútbol en las categorías inferiores del UE Sants hasta 2006, cuando ingresó en La Masía para formar parte de la estructura del FC Barcelona.
Tras permanecer durante cinco temporadas en la Escuela del FC Barcelona, pasó a entrenar a los equipos Benjamines, Alevines, Infantiles y Cadetes durante 15 años. 
En 2021 se convirtió en entrenador del Fútbol Club Barcelona Juvenil "A" durante seis meses y más tarde, sería coordinador de la estructura del Fútbol 11 y en la dirección del departamento de Metodología. 
El 25 de febrero de 2025, Milà fue nombrado entrenador del Fútbol Club Barcelona Atlètic de la Primera Federación, tras la destitución de Albert Sánchez.

## Trayectoria como entrenador
| Club                                | País   | Año             |
| ----------------------------------- | ------ | --------------- |
| Fútbol Club Barcelona Fútbol Base   | España | 2006-2021       |
| Fútbol Club Barcelona Juvenil "A"   | España | 2021            |
| Fútbol Club Barcelona (Metodología) | España | 2021-2025       |
| Fútbol Club Barcelona Atlètic       | España | 2025-actualidad |